# 黃用
黃用，直隶如皋縣（江苏南通）人。明朝政治人物、進士出身。

## 生平
永樂二年（1403年），登进士，官至河南河陰縣知縣。